# 韓国教育課程評価院
韓国教育課程評価院（かんこくきょういくかていひょうかいん）は韓国政府が出資し設立した試験開発を目的とする非営利団体である。略称はKICE。

## 概要
韓国教育課程評価院は1994年12月3日、国立教育評価院を民間委託する形で設立が決定され、1997年12月31日、国立教育評価院が廃止され、翌1998年1月1日、韓国教育課程評価院が設置された。
主な業務内容として、①教育課程研究・開発及び教育評価の施行、②学校教育支援事業、③教科用図書研究・開発及び検・認定業務、④各種国家試験の出題管理を挙げている。具体的には、大学修学能力試験を始め、法学適性試験などの試験開発研究を行うと同時に、朝鮮語を母語としない人を対象とした韓国語能力試験の開発研究も行っている。また、教科書検定を行う機関でもある。
機関誌として『教育広場』を年4回発行しており、また研究報告書として『KICE Position Paper』（月刊）を発行し、その他、論文を諸冊子やインターネットを通して発表・公開している。

## 場所
ソウル市鍾路区嘉会路142